# کریس لاولس
کریس لاولس (انگلیسی: Chris Lawless؛ زادهٔ ۴ نوامبر ۱۹۹۵) دوچرخه‌سوار اهل بریتانیا است.
از باشگاه‌هایی که در آن بازی کرده‌است می‌توان به تیم اسکای اشاره کرد.